# Microambiente del tumore
Il microambiente del tumore (denominato nella letteratura scientifica internazionale tumor microenvironment o TME) è l'ambiente cellulare ed extracellulare attorno al quale esiste e si sviluppa il tumore. Nel caso di tumori solidi non è raro riferirsi al microambiente con il termine di "stroma del tumore". Esso comprende:
- i vasi sanguigni circostanti (formati parzialmente dalle cellule endoteliali associate al tumore);
- cellule del sistema immunitario (sia della linea mieloide che linfoide) che possono eventualmente infiltrare il tumore (es: linfociti infiltranti il tumore) condizionandone la crescita e l'evoluzione;
- cellule connettivali (es. fibroblasti associati al tumore);
- matrice extracellulare del tumore (ECM), che può contenere e concentrare fattori di crescita o nano-farmaci grazie all'effetto EPR.

Il microambiente tumorale e il tumore sono intimamente correlati si influenzano reciprocamente; ad esempio:
- i tumori possono influenzare il microambiente rilasciando mitogeni (promuovendo a valle l'angiogenesi) o inducendo immunoresistenza alla periferia del tumore;
- il microambiente può influenzare il tumore (es. grazie alle sue cellule immunitarie che possono distruggerlo o prevenirne un'ulteriore crescita).[4]

Il microambiente del tumore contribuisce all'eterogeneità del tumore.

## Storia

### 1800: la teoria "seed and soil"
L'importanza dello stroma nella prognosi di un tessuto alterato (specialmente nelle ferite o in tessuti in via di rigenerazione) era già conosciuta alla fine dell'800.
Nel 1889 Stephen Paget rimarcò lo stesso principio nelle lesioni tumorali e formulò la cosiddetta teoria "seed and soil" (seme e terreno). Egli paragonò la cellula tumorale metastatica circolante ad un seme (seed) che riusciva a crescere preferenzialmente soltanto in particolari terreni (soil): il microambiente del tumore contenuto nell'organo metastatizzato. Così egli trovava ragione alla comparsa in sedi specifiche delle metastasi e alla loro somiglianza col tumore primario.

### 1900: il ruolo del sistema immunitario
Il ruolo del microambiente tumorale nel determinare la risposta immunitaria adattativa contro il tumore venne scoperto addirittura prima della teoria dell'immunità. Nel 1960 infatti George Klein e colleghi riuscirono ad immunizzare dei topi di laboratorio contro un tumore precedentemente eradicato da essi. Il gruppo indusse in questa popolazione target un sarcoma per mezzo di un carcinogeno (il metilcolantrene) e ne rimossero la lesione primaria chirurgicamente. Successivamente immunizzarono gli stessi topi con cellule tumorali irradiate artificialmente provenienti dal loro stesso tumore e dimostrarono la presenza di una risposta immunitaria in seguito ad una seconda iniezione di cellule tumorali autologhe ancora vive (non irradiate). Con questo esperimento si dimostrava che il sistema immunitario fosse in grado di rispondere in maniera specifica e altamente selettiva a seconda dell'individuo e in base a condizioni diverse. Ad esempio, in alcuni topi immunizzati la risposta immunitaria non riusciva ad eliminare il tumore primario, probabilmente a causa del microambiente tumorale. funzionalmente analogo a quello di alcuni tessuti (come ad esempio l'occhio).
Successivamente, altri esperimenti sul Mus musculus condotti da Halachmi e Witz hanno evidenziato una maggiore eterogeneità (e quindi tumorigenicità) delle stesse popolazioni tumorali nelle condizioni in vivo piuttosto che in quelle in vitro (come quelle di G.Klein).

### 2000-2017: il caso del melanoma e la scoperta di cellule immunitarie antitumorali
Gli studi di Boon nel 1991 identificarono in una popolazione target di persone con melanoma diverse risposte immunitarie mediate dai linfociti T (CD8 positivi) che potevano essere mediate soltanto in risposta ad un antigene: i cosiddetti linfociti infiltranti il tumore. Il team di Boon scopri' il primo antigene specifico di una cellula tumorale di melanoma: MAGE-A1. La coesistenza del melanoma e di linfociti T anti-melanoma non comporta implicitamente l'immunoediting e non garantisce che la risposta immunitaria sia efficace al 100%, proprio a causa del microambiente tumorale.
La scoperta dei linfociti infiltranti il tumore nei pazienti affetti da melanoma apri' una nuova area di ricerca nel campo dell'immunoterapia; in diversi pazienti furono trasferiti selettivamente elevate quantità di TILs (moltiplicati precedentemente in vitro) e si registrò una prognosi migliore rispetto ad altri casi non trattati con lo stesso approccio. Questa tecnica, denominata terapia a cellule T CD8+ adattative, porta ad esiti diversi in base al tipo di tumore trattato.

## Implicazioni cliniche

### Sviluppo di farmaci
Una tecnica utilizzata nella scoperta di nuovi farmaci riguarda gli screening ad alta efficienza (High-throughput screening), che utilizzano cellule tumorali coltivate in vitro. Una delle pecche delle tecniche HTS riguarda proprio l'assenza di sperimentazione sulle cellule del microambiente tumorale; soltanto negli ultimi periodi sono stati sviluppati nuovi studi che bersagliano le cellule tumorali in vivo, pertanto includendo anche il microambiente tumorale. (Es: sviluppo di bersagli contro chemochine o integrine).

#### Effetto EPR
Una delle tecniche che bersaglia le cellule tumorali in vivo si basa su nanoparticelle lipidiche (diametro ~20–200) che extravasano verso i vasi sanguigni tumorali per mezzo dell'effetto EPR. I nanotrasportatori sono al momento considerati il gold standard per le nuove "terapie target" poiché sono altamente specifici in determinati casi.
Le nanoparticelle infatti sono altamente selettive per tumori ipovascolarizzati, come il tumore alla prostata e il tumore pancreatico.

### Terapia target
Il collagene, in virtù del suo ruolo strutturale e di meccano-trasduzione nel microambiente tumorale, è coinvolto nella progressione tumorale, nelle metastasi e nella risposta terapeutica, rappresentando di conseguenza un possibile bersaglio per la terapia del tumore. Una pietra miliare della terapia target riguarda la somministrazione di anticorpi. Qui di seguito sono presentati diversi farmaci bersaglio:
| Natura del farmaco  | Farmaci approvati | Target del Farmaco | Esempi di tumore |
| ------------------- | --- | --- | --- |
| Anticorpi           | 1. Bevacizumab (inibitore angiogenetico); 2. Pembrolizumab e Nivolumab 3. Ipilimumab | 1. VEGF-A, mitogeno prodotto dai CAFs e i TAFs; 2. PD-1 (Programmed cell death protein 1, proteina 1 della morte cellulare programmata), recettore presente sui linfociti T che promuove la loro infiammazione 3. CTLA-4 (Cytotoxic T-lymphocyte-associated protein 4, proteina 4 associata ai linfociti T citotossici); recettore di membrana presente sui linfociti T citotossici che funge da checkpoint immunitario                          | 1. Carcinoma del colon retto; glioblastoma; carcinoma a cellule renali; carcinoma polmonare 2. Melanoma metastatico ; melanoma non resecabile 3. Melanoma metastatico |
| Inibitori chinasici | 1. Sunitinib, Pazopanib, Sorafenib e Axitinib 2. Natalizumab 3. Trabectedinan | 1. Inibitori di recettori di mitogeni: PDGF-R (Recettore del fattore di crescita derivato dalle piastrine) e VEGFR (Recettore del fattore di crescita endoteliale-vascolare) 2. Inibitori dell'integrina α4, utilizzata dai leucociti per intravasare durante eventi infiammatori; 3. Molteplici (vedere la voce apposita) | ND |
| Liposomi            | 1. Doxorubicina incapsulata sotto forma di nanoparticelle (detta Doxil e Myocet) 2. Vincristina incapsulata (detta Onco-TCS) 3. Daunorubicina incapsulata (detta DaunoXome) 4. Paclitaxel legato a proteine (detto Abraxane) | 1. La doxorubicina è un intercalante del DNA, un chemioterapico; 2. La vincristina è un inibitore della polimerizzazione dei microtubuli; 3. La daunorubicina è un intercalante del DNA; 4. Il Paclitaxel disregola il ciclo cellulare stabilizzando i microtubuli (es. impedendo dunque la disgregazione del fuso mitotico); la proteina associata è l'albumina che aumenta la consistenza e la veicolazione di Abraxane nel circolo sanguigno) | ND |